# Cheiracanthium mongolicum
Cheiracanthium mongolicum är en spindelart som beskrevs av Schenkel 1963. Cheiracanthium mongolicum ingår i släktet Cheiracanthium och familjen sporrspindlar.
Artens utbredningsområde är Mongoliet. Inga underarter finns listade i Catalogue of Life.